# Rózsika von Wertheimstein
Rózsika von Wertheimstein (15 octobre 1870 à Nagyvárad - 30 juin 1940 à Londres) est une joueuse de tennis hongroise et l'épouse du banquier et entomologiste Charles Rothschild .

## Biographie
Rózsika von Wertheimstein est l'une des sept enfants de l'officier austro-hongrois Alfred von Wertheimstein. La famille Wertheimstein est l'une des premières familles juives d'Europe à être anoblie sans s'être préalablement convertie au christianisme.
Elle se marie le 6 février 1907 à Vienne avec Charles Rothschild, fils du baron Nathan Mayer Rothschild, de la branche anglaise de la famille Rothschild, qu'elle a rencontré lors d'une excursion d'observation de papillons dans les Carpates (d'autres sources indiquent qu'il s'agissait d'un court de tennis à Karlsbad). 
Le couple a quatre enfants :
- Miriam Louisa Rothschild (1908-2005), zoologiste ;
- Elizabeth Charlotte Rothschild (1909-1988), connue sous le surnom de "Liberty" ;
- Victor Rothschild (1910-1990), biologiste, qui hérite du titre de son oncle Lionel Walter Rothschild ;
- Pannonica Rothschild (1913-1988), épouse du baron Jules de Koenigswarter, mécène de Thelonious Monk et de Charlie Parker.

Le couple vit dans son domaine à Tring, dans le Hertfordshire. Après la mort prématurée de son mari en 1923, elle élève seule ses quatre enfants.
Polyglotte, elle est très intéressée par la politique. Miklós Bánffy, ministre hongrois des Affaires étrangères après la Première Guerre mondiale, loue son intelligence, son influence et ses efforts pour soutenir la Hongrie dans sa lutte pour préserver ses territoires :
« Son aide fut inestimable, car elle occupa pendant de nombreuses années un poste unique à Londres… en raison de la maladie de son mari, elle dirigeait elle-même les affaires de la banque Rothschild. À cette époque, et plus tard, nous pouvions toujours compter sur son aide pour toute question concernant la Hongrie. » 
Au tournant du siècle, elle est une joueuse de tennis très connue et une championne nationale hongroise .